# Сан Вито (Бари)
Сан Вито (итал. San Vito) је насеље у Италији у округу Бари, региону Апулија.
Према процени из 2011. у насељу је живело 217 становника. Насеље се налази на надморској висини од 1 м.